# Karang Brak
Karang Brak is een bestuurslaag in het regentschap Tanggamus van de provincie Lampung, Indonesië. Karang Brak telt 874 inwoners (volkstelling 2010).